# La samaritana
La samaritana (hangŭl: 사마리아; latinizzazione riveduta della lingua coreana: Samaria) è un film del 2004 diretto da Kim Ki-duk.
Il film è stato presentato nella sezione in concorso alla Festival internazionale del cinema di Berlino, aggiudicandosi l'Orso d'argento per il miglior regista.

## Trama
Vasumitra
Jae-Young e Yeo-Jin sono due amiche del cuore e socie in affari per guadagnare i soldi necessari per un viaggio in Europa. La prima lavora come prostituta, mentre la seconda le procura i "clienti" e fa il palo per avvertire l'amica di eventuali retate della polizia. Un giorno, per sfuggire ad un blitz della polizia, Jae-Young si getta da una finestra, restando gravemente ferita alla testa. Sul letto di morte la ragazza esprime all'amica il desiderio di rivedere un'ultima volta l'uomo che ama: un cliente incontrato poco prima. L'uomo freddamente acconsente a rivedere Jae-Young, ma solo a condizione che Yeo-Jin gli si conceda. La ragazza accetta a malincuore, ma dopo aver consumato il rapporto sessuale i due arrivano all'ospedale troppo tardi: Jae-Young è già morta.
Samaria
In memoria dell'amica, Yeo-Jin decide di rintracciare tutti i clienti di Jae-Young, per restituire i soldi guadagnati e prestare i propri favori sessuali. Suo padre, un poliziotto, è devastato quando scopre, casualmente, cosa sta facendo. Comincia a seguirla con discrezione e affronta i suoi clienti, con risultati sempre più violenti, finendo infine per uccidere brutalmente uno di loro.
Sonata
Successivamente padre e figlia fanno un breve viaggio in campagna, dove entrambi percepiscono qualcosa di sbagliato nell'altro, ma non sono capaci di confrontarsi direttamente. Alla fine la legge raggiunge il padre, che - costretto ad abbandonarla - spera di avere fatto abbastanza per preparare Yeo-jin alla sua vita senza di lui.

## Accoglienza
Come molti dei film di Kim Ki-duk, La samaritana non è stato un successo al box-office nel suo paese d'origine, ma è stato molto ben accolto all'estero.

## Riconoscimenti
Si è aggiudicato l'Orso d'argento, il secondo premio al Festival del cinema di Berlino del 2004.